# John Wick
John Wick là một loạt tác phẩm giả tưởng thuộc thể loại hành động giật gân của Mỹ, được tạo ra bởi Derek Kolstad và thuộc sở hữu của Summit Entertainment. Nhân vật chính của sê-ri là John Wick (Keanu Reeves thủ vai), một cựu sát thủ lên đường trả thù những kẻ đã trộm xe và giết hại chú chó cưng của mình.
Loạt tác phẩm bắt đầu vào năm 2014 khi bộ phim Sát thủ John Wick được phát hành, sau đó là hai phần nối tiếp, Sát thủ John Wick: Phần 2 vào ngày 10 tháng 2 năm 2017 và Sát thủ John Wick: Phần 3 - Chuẩn bị chiến tranh vào ngày 17 tháng 5 năm 2019. Cả ba bộ phim đều thành công về mặt thương mại, với tổng doanh thu hơn 581 triệu đô la trên toàn thế giới. Phần phim thứ tư, John Wick: Chapter 4, hiện đang được sản xuất và dự kiến sẽ phát hành vào năm 2023.

## Tổng quan

### Tổ Chức
Hiện tại các phần phim vẫn chưa thể hiện rõ quy mô của và cơ cấu của thế giới ngầm, nội dung dưới đây chỉ mang tính tham khảo:
The High Table: Hội Đồng tối cao của thế giới ngầm do The Elder chỉ đạo, với biên chế 12 ghế dành cho 12 người đứng đầu thuộc các nhóm Mafia quyền lực trên thế giới -tạm gọi họ là các Lãnh chúa Tội phạm-, dưới mỗi Lãnh chúa có thể có các nhóm nhỏ hơn; đại bản doanh của nhóm này nằm đấu đó trong sa mạc Sahara.
12 Lãnh chúa: Gồm những thành viên cao cấp phục vụ High Table, hiện tại chỉ có gia đình D'Antonio đứng đầu tổ chức ngầm Camorra mạnh nhất nước Ý, phù hợp tiêu chí Lãnh chúa. Các nhân vật dưới đây có thể là các lãnh chúa: 
- Director: lãnh đạo tổ chức buôn người, đào tạo sát thủ dưới vỏ bọc một nhà hát tại New York.
- Bowery King: "Bang chủ cái bang" đúng nghĩa, đứng đầu những kẻ vô gia cư, chuyên phụ trách thông tin liên lạc và tai mắt của thế giới ngầm.
- The Adjudicator: Điều tra viên chuyên phát xét và thực thi bản án với bất cứ ai theo điều phối của The Elder. Có vai trò như một tay sai hơn là Lãnh chúa.
- Một vài quản lý của các Continental điển hình là Winston, nhưng họ giống làm công ăn lương cho High Table hơn là lãnh chúa.

Loạt khách sạn Continental: Đây là những điểm dừng chân của các sát thủ thuộc hội đồng, trong phạm vi khách sạn không cho phép bắn giết, bất cứ ai vi phạm đều có kết cục thê thảm. Các khách sạn này do High Table trực tiếp quản lý.
The Soup Kitchen: Tổ chức do Bowery King gây dựng và lãnh đạo, bao gồm hệ thống chân rết những kẻ vô gia cư. Công việc chính là thông tin liên lạc cho thế giới tội phạm, chưa rõ phạm vi địa lý mà nhóm này hoạt động. Đây giống như là một nhóm tự phát hơn là chân rết của High Table, khi Bowery King sẵn sàng chống lại The Adjudicator.
Ruska Roma: Tổ chức tội phạm do The Director đứng đầu, chuyên buôn bán người, đào tạo sát thủ dưới vỏ bọc kinh doanh và tổ chức nhà hát. Đây là nơi thu nhận và đào tạo John Wick từ khi anh ta còn nhỏ.
Tarasov Mobs: Một nhóm xã hội đen nơi John Wick từng là thành viên, đứng đầu bởi Viggo Tarasov, sau khi bố con tên này bị John giết -vì động đến xe và chó của mình- thì em trai Viggo là Abram Tarasov lên thay. Đây là một nhóm thuộc Mafia Nga của High Table.

### Các cá nhân
Một số nhân vật xuất hiện nhiều
John Wick tên đầy đủ là Jardani Jovonovich, sinh ra tại Belarus (do Keanu Reeves thủ vai). Wick là một đứa trẻ mồ côi được The Director nhận nuôi và huấn luyện trở thành một sát thủ. Do sự tàn nhẫn của mình, Wick thường có biệt danh Baba Yaga, hay Ông kẹ. Trong phần phim đầu tiên, John đã nghỉ hưu được 5 năm và đã từng kết hôn; vợ anh qua đời vì bệnh nặng và để lại cho anh một con chó làm bạn. Nhưng con trai một tên trùm đã giết chó và cướp chiếc Mustang của anh; mất đi chỗ đặt tình cảm, John đã ra tay tàn sát tên nhóc và bất cứ ai ngáng đường anh. Sau khi John trả thù xong thì Santino D'Antonio -một thành viên cao cấp của hội đồng- tìm đến và bắt anh thực hiện món nợ Huyết ấn. Một mặt Santino sai John đi giết chị mình để cướp địa vị lãnh đạo, mặt khác hắn cũng cho người giết John để bịt đầu mối. John Wick lẩn thoát thành công và trả thù, anh bắn chết Santino trong phạm vi của Continental. Ngày hôm sau anh bị Hội đồng truy sát với mức thưởng cực cao, các sát thủ ở khắp thế giới cùng tham gia cuộc chơi. Nhờ sự giúp đỡ của một số người mà John đã sang được Casablanca tìm The Elder -người đứng đầu hội đồng- để xin tha tội. Để được xóa tội, John phải quay về giết Winston -vì ông ta đã giúp đỡ John- để chuộc tội. Khi về đến nơi, John và Winston kết hợp chống lại người của Hội Đồng, nhưng cuối cùng để tự thoát tội Winston đã bắn John khiến anh rơi từ sân thượng xuống đất, và được người của Bowery King cứu về.
Winston (do Ian McShane thủ vai) là Quản lý của Khách sạn Continental chi nhánh New York, một người quy củ nhưng rất quý John Wick nên đã có lần phá luật để bảo vệ John. Ông ta dường như có ý đồ rất lớn trong việc lật đổ Hội đồng, việc bắn John có thể là một nước đi của ông ta.
Bowery King hay Vua Cái Bang (do Laurence Fishburne thủ vai) không rõ tên thật. Là thủ lĩnh một thế lực ngầm gồm những kẻ vô gia cư, nhóm này nằm ngoài quy mô của hội đồng High Table. Một kẻ ngang tàn và có ý đồ chống lại hội đồng, vì giúp John thoát khỏi truy sát nên ông ta bị High Table dằn mặt. Bowery King đã cứu sống John sau khi anh bị Winston bắn.
Charon (do Lance Reddick thủ vai) là Trưởng Lễ tân của Continental New York, cánh tay đắc lực của Winston và cũng rất mến mộ John. Vẻ ngoài lạnh lùng và vô cùng điềm tĩnh nhưng khá tình cảm.
Aurelio (do John Leguizamo thủ vai) là thủ lĩnh của một nhóm tội phạm nhỏ thuộc Hội đồng, xuất hiện trong 2 phần đầu. Aurelio và đàn em sử dụng công việc sửa xe hơi như một vỏ bọc và để duy trì hoạt động.
Sofia (do Halle Berry thủ vai) cô từng là sát thủ như John nhưng đã được thăng cấp làm quản lý Continental tại Casablanca. Cô rất yêu chó, cô từng nợ John một quy ước Huyết ấn nên phải nhận lời giúp anh đi tìm The Elder.
The Elder (do Saïd Taghmaoui thủ vai) là "trùm cuối", vua của thế giới ngầm và đứng đầu hội đồng. John Wick đã tìm đến ông ta xin được miễn tội chết, bù lại anh phải hy sinh một ngón tay và tiếp tục làm sát thủ. The Elder là một chức danh, không phải tên nhân vật.
The Adjudicator hay Người Phán xử (do Asia Kate Dillon thủ vai) nhân vật không có tên thật, là một trong số những đại diện của Hội đồng có nhiệm vụ đi điều tra và thi hành các biện pháp xét xử.

## Phim
| Phim                                             | Ngày phát hành       | Đạo diễn       | Biên kịch                                                                                       | Nhà sản xuất                                                   | Tình trạng    |
| ------------------------------------------------ | -------------------- | -------------- | ----------------------------------------------------------------------------------------------- | -------------------------------------------------------------- | ------------- |
| Sát thủ John Wick                                | 24 tháng 10 năm 2014 | Chad Stahelski | Derek Kolstad                                                                                   | Basil Iwanyk, David Leitch, Eva Longoria, và Michael Witherill | Đã phát hành  |
| Sát thủ John Wick: Phần 2                        | 10 tháng 2 năm 2017  | Chad Stahelski | Derek Kolstad                                                                                   | Basil Iwanyk, và Erica Lee                                     | Đã phát hành  |
| Sát thủ John Wick: Phần 3 – Chuẩn bị chiến tranh | 17 tháng 5 năm 2019  | Chad Stahelski | Story by: Derek Kolstad Written by: Derek Kolstad và Shay Hatten và Chris Collins & Marc Abrams | Basil Iwanyk, và Erica Lee                                     | Đã phát hành  |
| Sát thủ John Wick: Phần 4                        | 24 tháng 3, 2023     | Được xác nhận  | Được xác nhận                                                                                   | Được xác nhận                                                  | Đang sản xuất |
| Ballerina                                        | Được xác nhận        | Len Wiseman    | Shay Hatten                                                                                     | Basil Iwanyk, Erica Lee, và Chad Stahelski                     | Đang sản xuất |

### John Wick(2014)
Bộ phim tập trung vào John Wick (Reeves), một cựu sát thủ tìm cách trả thù những kẻ đột nhập vào nhà anh ta, lấy trộm chiếc xe cổ và giết chú chó con của Wick (Daisy), đó là món quà cuối cùng của anh từ người vợ vừa qua đời Helen (Moynahan).
Bộ phim bắt đầu được phát triển vào năm 2012 vào tháng 5 năm 2013, Keanu Reeves được chọn vào vai nhân vật chính. Quá trình bấm máy bắt đầu từ ngày 25 tháng 9 năm 2013 và đóng máy vào ngày 20 tháng 12 năm 2013.

### Sát thủ John Wick: Phần 2(2017)
Bị buộc phải trá một món nợ từ lúc trước, John Wick được cử đi ám sát một mục tiêu, sau đó phải đối mặt với sự phản bội của kẻ đã phái anh đi làm việc đó.
Bộ phim được xác nhận vào tháng 2 năm 2015 bắt đầu bấm máy từ ngày 26 tháng 10 năm 2015.

### Sát thủ John Wick: Phần 3 – Chuẩn bị chiến tranh(2019)
Sau phần 2, John Wick bị treo thưởng với hợp đồng mở 14 triệu đô la (tăng lên 15 triệu đô la sau này) vì đã phá vỡ quy tắc ngầm: giết người trong khách sạn Continental. Nạn nhân, Santino D'Antonio (Riccardo Scamarcio) là một thành viên của Hội đồng tối cao đã ra lệnh ký hợp đồng mở lý của Continental, Winston (Ian McShane), đã cho anh một giờ để chạy trốn trước khi bị "Trừ khử".
Vào tháng 10 năm 2016, Stahelski đã công bố phát triển phần phim thứ ba. Sát thủ John Wick: Phần 3 – Chuẩn bị chiến tranh được sản xuất vào đầu năm 2018.

### Sát thủ John Wick: Phần 4(2022)
Vào tháng 5 năm 2019, trước khi phát hành John Wick: Chương 3 - Parabellum, Chad Stahelski đã xác nhận trên một chủ đề "Ask Me Anything" trên Reddit rằng đã có cuộc thảo luận cho một bộ phim khác và anh ấy sẽ tham gia vào dự án nếu có phần tiếp theo thành công. Keanu Reeves nói rằng anh sẽ tiếp tục làm phần tiếp theo, miễn là phần phim thành công. Lionsgate chính thức công bố bộ phim trong tuần khởi chiếu của John Wick 3, với ngày phát hành dự kiến là 21 tháng 5 năm 2022.